# Communauté de communes de la Haute-Sèvre
Die Communauté de communes de la Haute-Sèvre ist ein ehemaliger französischer Gemeindeverband (Communauté de communes) im Département Deux-Sèvres und der Region Poitou-Charentes. Er wurde am 27. Dezember 1996 gegründet.

## Mitglieder
- Avon
- La Couarde
- Exoudun
- La Mothe-Saint-Héray
- Salles

## Quelle
- Le SPLAF - (Website zur Bevölkerung und Verwaltungsgrenzen in Frankreich (frz.))